# Brauns Schildfarn
Brauns Schildfarn (Polystichum braunii) ist eine Pflanzenart aus der Gattung der Schildfarne (Polystichum) innerhalb der Familie der Wurmfarngewächse (Dryopteridaceae). Sie ist benannt nach dem Professor der Botanik in Karlsruhe, Freiburg, Gießen und Berlin Alexander Braun (1805–1877), der die Art im Höllental im Schwarzwald als neu erkannt hat, nachdem sie dort zuerst von Fridolin Karl Leopold Spenner (1798–1841) entdeckt worden war.

## Beschreibung

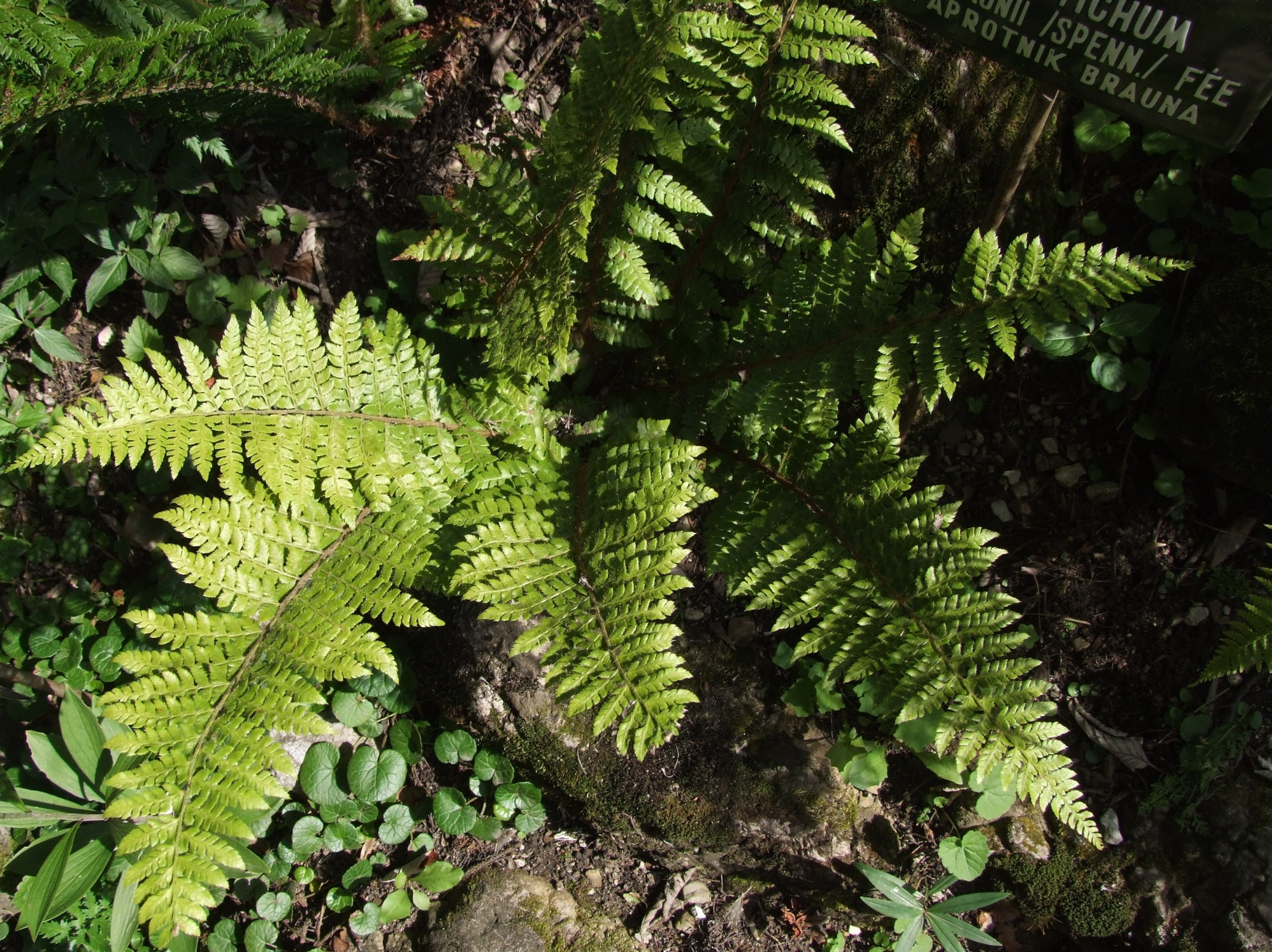
Habitus

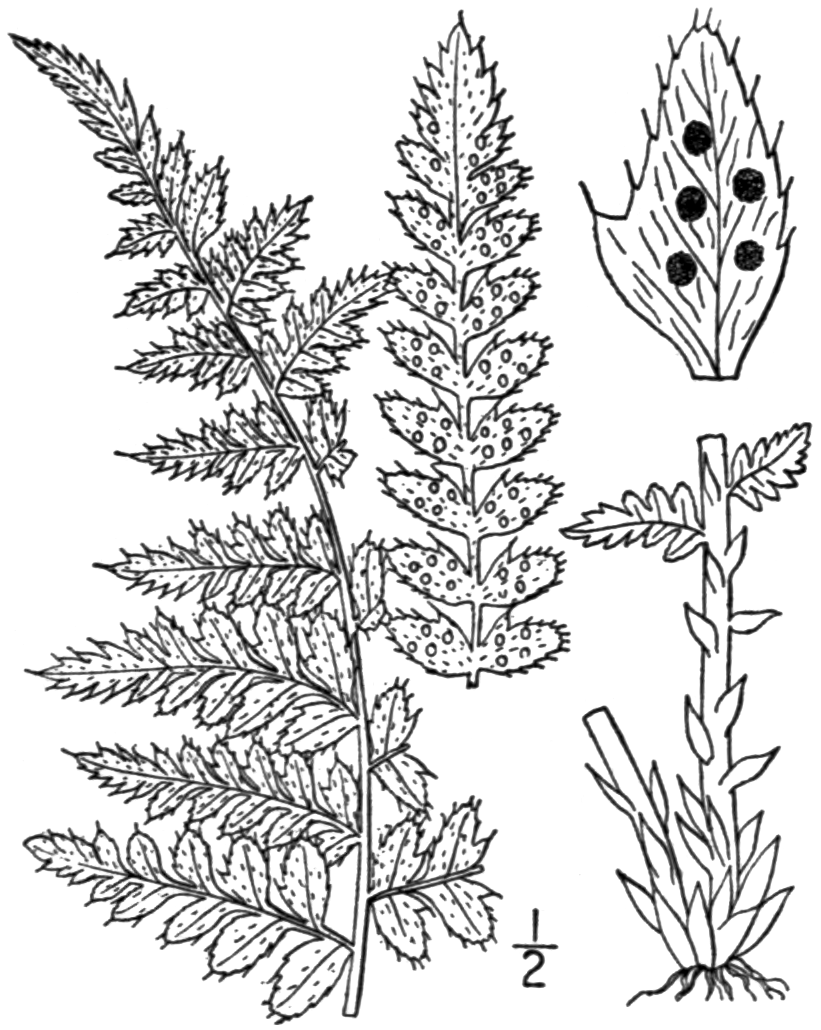
Illustration

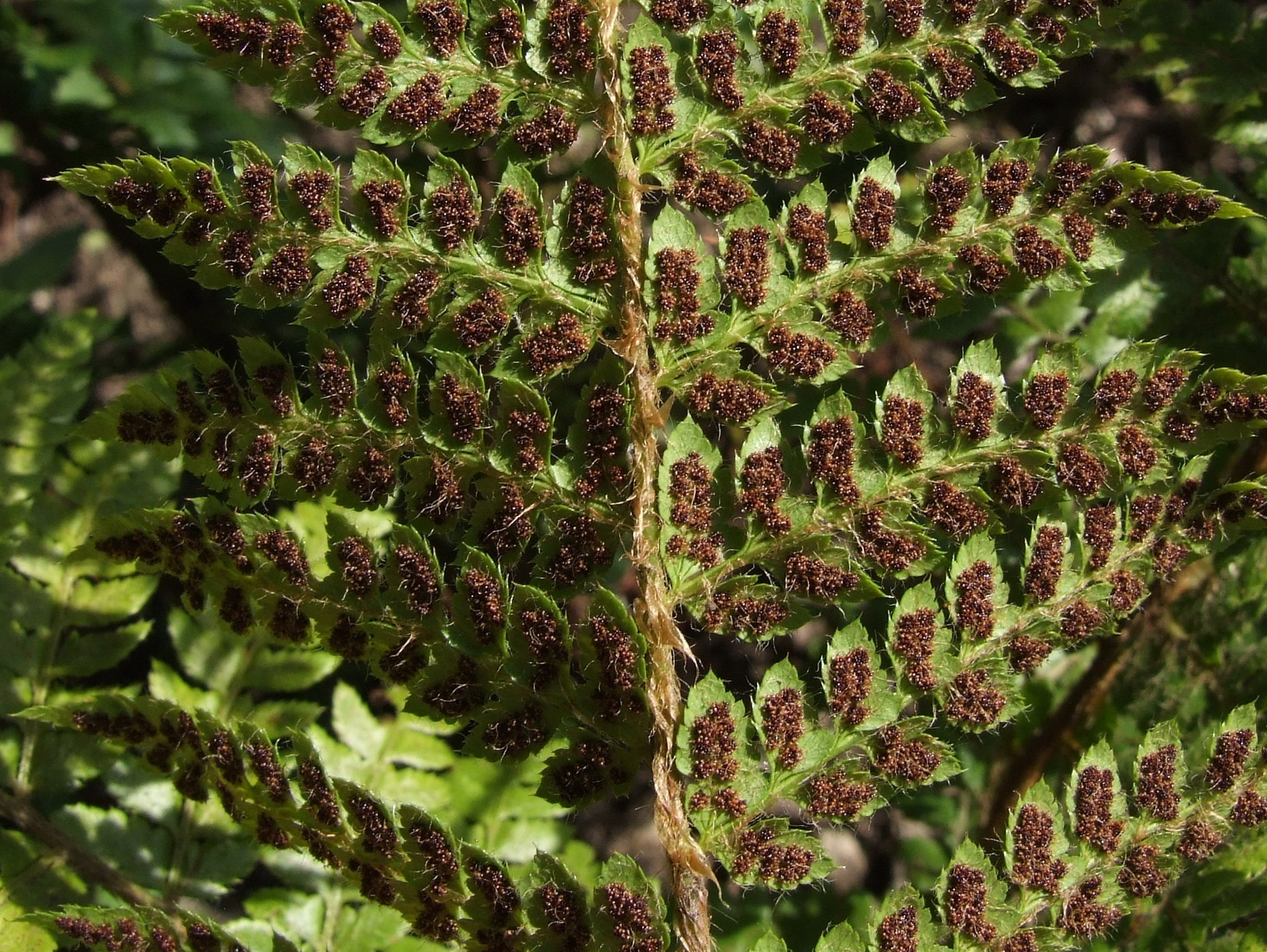
Sori auf der Wedelunterseite

Brauns Schildfarn ist ein dem Gelappten Schildfarn (Polystichum aculeatum) ähnlicher Hemikryptophyt und eine krautige Pflanze von stattlicher Größe mit bis zu 1 Meter langen Wedeln. Die Blätter sind sommergrün, 2(-3)fach gefiedert, etwas glänzend, zum Grund stark verschmälert, weich und auf der Fläche mit weißlich bräunlichen haarigen Schuppen besetzt, die verkahlen. Er überwintert nicht. Der Stiel und die Spindel sind stark spreuschuppig. Die Blattspreite hat auf jeder Seite 15 bis 30 (bis 40) längliche Fiedern. Die Fiedern sind kurz zugespitzt oder auch stumpf, mit spreuschuppigen Mittelnerven, die untersten sind nur noch etwa 1 Zentimeter lang. Fiederchen gedrungen; höchstens 15 Paare mit zart begrannten Zähnen. Das innerste Fiederchen der oberen Reihe ist kaum vergrößert. Die Blattstiele sind 5 bis 15 Zentimeter lang, bis 5 Millimeter dick und sehr dicht mit gelbbraunen, an der Spitze haarfein ausgezogenen Spreuschuppen bedeckt. Die braunen Sori stehen vor allem in der oberen Blatthälfte und haben einen Durchmesser von zwei bis drei Millimetern und einen hinfälligen Schleier. Die Sporenreife tritt im Juni bis September auf.
Die Chromosomenzahl beträgt 2n = 164. Brauns Schildfarn ist allotetraploid; keiner seiner beiden Vorfahren ist bekannt und keiner wächst in Europa.

## Unterschiede zu ähnlichen Arten
Brauns Schildfarn kann gegenüber dem Grannen-Schildfarn (Polystichums setiferum) und dem Gelappten Schildfarn (Polystichum aculeatum) unterschieden werden durch die haarartigen Schuppen auf der Fläche der Fiederchen.

## Allgemeine Verbreitung
Brauns Schildfarn ist auf der Nordhalbkugel in Europa, Asien und Nordamerika verbreitet. In Europa findet man ihn vor allem im südlichen und südwestlichen Teil, nordwärts bis Westnorwegen (66° nördlicher Breite), ostwärts bis Mittelrussland und dem Balkan. In Mitteleuropa, außerhalb der Alpen kommt er sehr zerstreut und vielfach nur in kleinen bis sehr kleinen Populationen vor, z. B. im Schwarzwald, den Vogesen, dem Meißner (Werra-Meißner-Kreis, einziger Standort in Hessen). Er ist in Deutschland gesetzlich geschützt. In den Nordalpen tritt er zerstreut auf, in den Südalpen häufiger. Er steigt in den Alpen bis 2000 Meter auf.

## Standorte
Brauns Schildfarn besiedelt meist schattige Standorte, an sonnigen oder halbschattigen Standorten findet man ihn nur selten. Er wächst an sickerfrischen, schuttreichen, oft etwas bewegten Hängen, in Baden-Württemberg auf kalkarmen, doch basenreichen und mäßig nährstoffreichen Böden, in anderen Gebieten auch auf Kalk, regelmäßig in sehr luftfeuchter Lage (z. B. in Bachschluchten, in der Nähe von Wasserfällen). Die Pflanze ist kennzeichnend für schluchtwaldartige Ausbildungen des Asperulo-Fagetum bzw. im Schluchtwald für das Aceri-Fraxinetum, gelegentlich findet man ihn auch in sickerfrischen Spalten von Gneisfelsen.
Die ökologischen Zeigerwerte nach Landolt & al. 2010 sind in der Schweiz: Feuchtezahl F = 3+ (feucht), Lichtzahl L = 2 (schattig), Reaktionszahl R = 2 (sauer), Temperaturzahl T = 3 (montan), Nährstoffzahl N = 3 (mäßig nährstoffarm bis mäßig nährstoffreich), Kontinentalitätszahl K = 2 (subozeanisch).